# Franco Ferrara

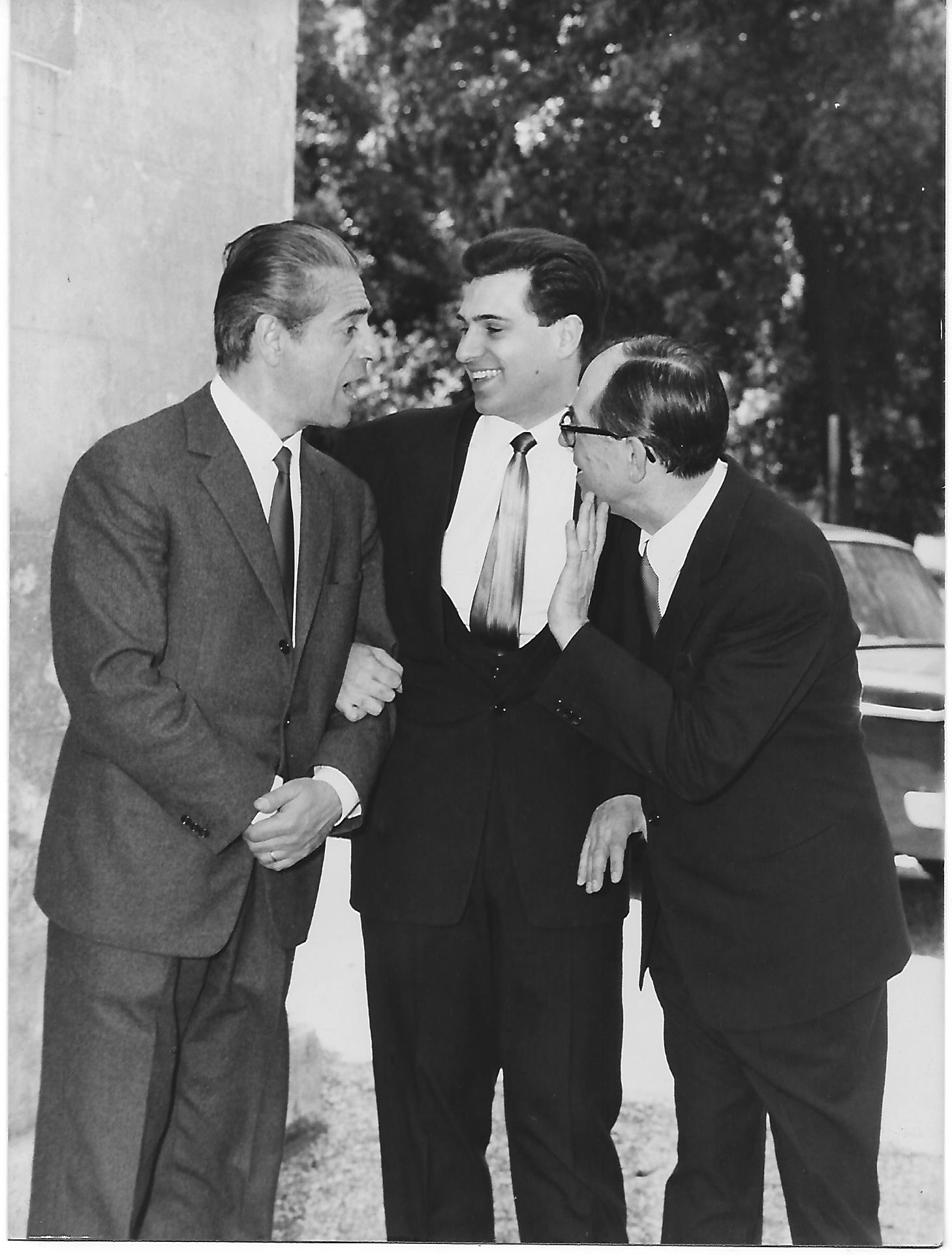
Franco Ferrara (b.) és apja, Carlo (Róma, 1965)

Franco Ferrara (Palermo, 1911. július 6. – Firenze, 1985. szeptember 7.) olasz karmester, zeneszerző.

## Élete
Franco Ferrara mindössze ötévesen kezdte zenei tanulmányait a „Vincenzo Bellini” Palermói Konzervatóriumban, és hamarosan meglepő tehetségről tett tanúbizonyságot. Még serdülőkora előtt Bolognába költözött, ahol befejezte zenei tanulmányait hegedű, zongora, orgona és zeneszerzés szakon a konzervatóriumban, ahol Consolini, Ivaldi, Belletti és Nordio mesterek tanítványa volt. Érdemjegyei alapján minden tárgyból dicsérettel diplomázott.
Bár tanulmányai idején még nem volt zenekari karmesteri iskolai képzés, így egy karmesterjelöltnek nem volt más választása, mint színházi és szimfonikus intézményekben hosszú gyakorlatot vállalni helyettesítő vagy segédkarmesterként, vagy zenekari hangszeresként, Franco Ferrara karmesteri gyakorlatát megkönnyítette, hogy a Bolognai Konzervatóriumban volt egy diákzenekar, amely lehetővé tette a zeneszerzést végzők számára, hogy előadják a kurzus során komponált darabjaikat. Ebben az együttesben vezényelte első szerzeményeit Ferrara is, mindössze kilencévesen. Bolognában élte meg a közönséggel való talalkozásait zongoraművészként, hegedűsként és zeneszerzőként is, néhány saját művét dirigálva.
Amint megszerezte hegedűdiplomáját, belépett a bolognai Teatro Comunale Zenekarába, ahol együtt játszhatott Arturo Toscaninivel. Szemtanúja volt a Bolognai Színházban 1931. május 14-én, ahogy a meggyőződéses antifasizmusáról ismert kiváló karmeszert, Ottorino Respighit felháborító gesztussal pofon vágták, mivel nem volt hajlandó vezényelni a zenekart a Giovinezza tervezett előadásán. Október 29-én Antonio Guarnierit helyettesítette a Parsifalban, október 31-én pedig Gaetano Bavagnolit a Bohéméletben, november 8-án a La Wallyban és november 19-én A végzet hatalmában.
1931-ben Rómába költözött, ahol csatlakozott az Orchestra dell'Augusteóhoz, amelyben 1933-ig maradt, amikor is a Maggio Musicale zenekara első hegedűsének hívták meg. 1934. december 21-én hegedült Igor Stravinsky A katona története című művében, Ernest Ansermet rendezésében a Palazzo Pittiben. 1940-ig meghosszabbította firenzei tartózkodását, ahol a nemzetközi szintű legrangosabb mesterek (Victor de Sabata, Antonio Guarnieri, Bruno Walter, Willem Mengelberg, Erich Kleiber) vezényletével játszott. Guarnieri arra ösztönözte, hogy szánja magát a zenekari vezénylésre, rábízva a Maggio Musicale Fiorentino Zenekar felkészítését egy montecatini hangversenyen, majd azonnal lehetőséget kínált számára, hogy vezényeljen egy hangversenyt a firenzei Teatro Comunaléban. A Ferrara így 1938. január 20-án debütált egy nagyon változatos, az 1930-as évek ízlésének megfelelő műsorral: Wolf-Ferrari nyitánya a Zsuzsanna titkából, Beethoven 5. szimfóniája, Giuseppe Mulè La Vendemmia, III. felvonás előjátéka a Traviatából, Rimszkij-Korszakov A darázs repüléséből és Wagner A valkűrök lovaglásából.
A következő tíz évben Ferrara Olaszország szinte valamennyi rangosabb színháza szimfonikus zenekarát vezényelte, számos külföldi turnén is részt vett, például Németországban, Magyarországon és Romániában, és a világ olyan legjelentősebb zenekarait dirigálta, mint a Berlini Filharmonikus Zenekar, a Drezdai és a Bambergi Szimfonikusok. A fiatal karmester hírnevét azonban az 1939 júliusában a Maxentius-bazilikában, az Accademia Nazionale di Santa Cecilia zenekara vezetésével Rómában rendezett koncert jelentette. Utána 1945-ig a ferrarai zenekarral dolgozott folyamatosan a Teatro Adrianóban, az utolsó két évben (1944 novemberétől 1945 szeptemberéig) az állandó karmestteri posztot töltötte be. 1940-ben, amikor Rómában Dvořák Újvilág szimfóniáját vezényelte, először jelentkezett az őt meglehetősen gyötrő titokzatos betegség: úgy zuhant le az emelvényről, mintha elájult volna, de a valóságban nem vesztette el az eszméletét, ám a koncertet felfüggesztették.
1948-ban e fogyatékossága miatt kellett abbahagynia a karmesteri munkát. Akkoriban sok elméletet fogalmaztak meg rossz egészségi állapota okaival kapcsolatban, és ezt követően hihetően feltételezték, hogy rossz véroxigenizációban szenved, ami miatt hirtelen elvesztette izomtónusát, még akkor is, ha soha nem veszítette el az eszméletét. A mentális állapotával kapcsolatos feltételezések azonban minden alapot nélkülöztek abban az időben, amikor epilepsziáról és idegbetegségekről beszéltek. A betegség legakutabb szakaszából felépülve továbbra is vezényelt egy sor Rai-felvételen, és a filmzene-komponálásnak és -vezénylésének szentelte magát (többek között a Jovanka e le altre című filmben, amelyhez ő dirigálta Angelo Francesco Lavagnino zenéjét). A mozival való kapcsolata miatt számos filmzenét vezényelt a legjelentősebb olasz rendezők, például Fellini, Antonioni és Visconti filmjeihez.
1950. november 15-én ő vezényelte Nino Rota I due timidi című operájának ősbemutatóját Graziella Sciuttival és Mario Carlinnal a Rai-rádiónak, amelyet Prix Italia díjjal jutalmaztak. Az operamezőnyben, Ferrara filmsorozatot készített a mozi számára: A bajba került házitanító Donizettitől, az Alkalom szüli a tolvajt és A selyemlétra Rossinitől és az Az úrhatnám szolgáló Pergolesitől.
1961. november 4-én avatták fel a 2. Rai-csatornát, amelyen Franco Ferrara vezényelte Raffaele Gervasio eredeti zenéjét a Rai Zenekar és Római Kórus előadásában.
1947-től a római Santa Cecilia Konzervatóriumban tanított, először zenekari gyakorlatot, majd kottaolvasást osztályának felelős tanáraként.
1959 októberében elnyerte az Oktatási Minisztérium által meghirdetett pályázatot a Score Reading Professzori posztra, összesítve az első helyen. A következő évben azonban átkerült a zenekari karvezetés tanszékére. 1975-ben ezt a tanszéket a Santa Cecilia Nemzeti Akadémián szakosodási kurzussá alakították át, és Ferrara ezt tartotta egészen 1981-ig, amikor elérte a „korhatárt”, s nyugdíjba vonult. Ekkor azonban az Oktatási Minisztérium Professor emeritus címmel tüntette ki. Ferrara oktatói tevékenységével párhuzamosan a miniszteri apparátuson kívül is tevékenykedett 1958 óta. Abban az évben, amikor Valentino Bucchi, a perugiai F. Morlacchi Konzervatórium akkori igazgatója elhívta egy nyári zenekari karmesteri tanfolyam megtartására, majd további két kurzusra a következő években. 1961-től Ferrara több éven át rendkívüli kurzusokat is tartott a velencei zenei ünnepek alkalmából, amikor a város a La Fenice Színházba meghívta egy hat hónapos tanfolyam megtartására 1976 októberétől 1977 márciusáig.
Ferrara 14-szer volt jelen a sienai Accademia Musicale Chigianán is, ahol 1964-től 1985-ig tartotta a zenekari karmesteri kurzust, amelyen a világ minden tájáról érkeztek hallgatók, akik közül sokan ragyogó karrierbe kezdtek, amivel a nemzetközi zenei életbe is eljutottak. 1974–75-ben a bolognai Teatro Comunale is megbízta egy karmesteri tanfolyammal.
Franco Ferrara tevékenysége transzkontinentális jellegű volt. Európai kurzusait Hilversumban (Hollandia) a "United Dutch Radios"-ban (1958-tól 1973-ig), Párizsban a Conservatoire National Supérieur de Musique-ban, Svájcban a Radio di Luganóban és a Varga Tibor Fesztiválon tartotta. Sionban.
Ezután többször meghívták Ázsiába, Manilába (Fülöp-szigetek); Japánba 1976-ban Ozava Szeidzsi meghívta, hogy tartson tanfolyamot a tokiói TOHO Akadémián Szaito Hideo, a nagy elhunyt japán karmester, Ozava tanára tiszteletére. Amerikában Ferrara 1975 óta tanított a philadelphiai Curtis Institute of Musicon, a New York-i Juilliard Schoolon és a tanglewoodi Berkshire Music Centerben.
1977 májusában egy hirtelen agyvérzés leállította tanítási tevékenységét, de miután meglepő módon felépült, teljes munkaidőben folytatta. 1983-ban speciális tanfolyamot tartott Bariban, majd '83 októberében ismét koncertciklust szervezett öt fiatal karmesterrel a Rai Orchestra di Roma vezetésével.
Pályafutása során számos díjat és elismerést ítéltek oda Franco Ferrarának: 1958. március 2-án megkapta a Santa Cecilia akadémikusa címet. Hasonló elismerésben részesült a firenzei Accademia Nazionale Luigi Cherubini és az Accademia Filarmonica Romana is. Az állam az Oktatási Minisztérium által adományozott Ezüst Vitézségi éremmel tüntette ki.
Franco Ferrara a legrangosabb nemzetközi díjak zsűrijében is részt vett: a New York-i Mitropoulostól a Karajan Foundation-díjig, a Cantellin, a Marzottón át a Casagrandéig. Terniben 1982-ben.
1977. május 7-én Ferrara Koppenhágában volt, amikor újra agyvérzést kapott. Azonnal Rómába szállították a Máltai Lovagok Kórházába. Teste jobb oldalának végtagjai lebénultak, de értelem és a beszéd tekintetében nem voltak komplikációi. Lelki erejének köszönhetően hamar sikerült leküzdenie fizikai akadályait, helyreállítani jobb lábának és részben a karjának mozgékonyságát. Rövid időn belül sikerült visszatérnie szeretett oktatói tevékenységéhez, a zeneszerzéshez, a zenejátékhoz, bár ezt csak magánéletében űzte, sőt az autóvezetéshez is. A következő években bevallotta, hogy a betegséget követően észlelőképessége megkétszereződött, pedig nem aludt, nem érzékelte a meleget vagy a hideget. Az érzések ezen megváltozása nem akadályozta meg abban, hogy a fárasztó leckéket leküzdje diákjaival.
1985. szeptember 1-jén elnyerte az Una Vita per la Musica-díjat Velencében a Gran Teatro La Fenicében, amely zsúfolásig megtelt diákokkal, kollégákkal és barátokkal.
1985. szeptember 6. és 7. közötti éjszakán szívrohamot kapott a firenzei Hotel Anglo Americano szobájában, Kórházba szállították, ahol egy éjszakát kínokkal töltött, és szeptember 7-én hajnalban meghalt. Temetésére a római Piazza del Popolo művészek templomában került sor, a homíliát barátja, Mons. Ennio Francia mondta.
Akik ismerték, úgy emlékeznek rá, mint egy bájjal és karizmával felruházott emberre, egyfajta természetes mágnesességgel. A színpadról idő előtti visszavonulása ellenére továbbra is minden kollégája megbecsülésének örvendett. Elég csak egy olyan karmester kijelentését megemlíteni, mint Herbert von Karajan, aki elismerte, hogy nemzetközi hírnévre részben annak köszönhetően tett szert, hogy egy olyan karmester, mint Ferrara, elhagyta a színpadot, és soha nem mulasztott el egy lehetőséget hozzá hasonló, sok más nagy karmester sem, hogy Franco Ferrara nagyságának emlékét múlhatatlannak tartsák.
Tagja volt a szabadkőművességnek.
A római Verano temetőben nyugszik.

## Tanitványai
Franco Ferrarának több mint 600 hallgatója volt a több mint harminc éven át tartott kurzusokon, például:
- Gabriele Ferro
- Roberto Abbado
- Bruno Aprea
- Riccardo Chailly
- Csong Mjonghun
- Jean-Claude Casadesus
- Francesco d'Avalos
- Gianluigi Gelmetti
- Mario Lamberto
- Michele Marvulli
- Amedeo Monetti
- Riccardo Muti
- Daniel Oren
- Donato Renzetti
- Nicola Sgro
- Leopoldo La Rosa

## Filmográfia

### Filmzenéi
- Ferruccio Cerio : Róma kifosztása (1953)
- A kanári hercegnő, Paolo Moffa (1954)
- Rudolph Maté Revak, Karthágó rabszolgája (1960)
- Drakut, a bosszúálló, Luigi Capuano (1961)

### Filmzenék vezénylései
(a zeneszerző neve szögletes zárójelben)
- La porta del cielo, Vittorio De Sica (1944) [Enzo Masetti] (anche interpretazione)
- Il testimone, Pietro Germi (1946) [Enzo Masetti]
- Montecassino, Arturo Gemmiti (1946) [Adriano Lualdi]
- La Certosa di Parma (La Chartreuse de Parme), Christian-Jaque (1948) [Renzo Rossellini]
- Sotto il sole di Roma, Renato Castellani (1948) [Nino Rota]
- Una lettera all'alba, Giorgio Bianchi (1948) [Renzo Rossellini]
- Fuga in Francia, Mario Soldati (1948) [Nino Rota]
- La montagna di cristallo, Henry Cass (1949) [Nino Rota]
- Il mulino del Po, Alberto Lattuada (1949) [Ildebrando Pizzetti]
- Campane a martello, Luigi Zampa (1949) [Nino Rota]
- È primavera…, Renato Castellani (1950) [Nino Rota]
- Gli ultimi giorni di Pompei, Marcel L’Herbier és Paolo Moffa (1950) [Roman Vlad]
- Quel bandito sono io, Mario Soldati (1950) [Nino Rota]
- È più facile che un cammello…, Luigi Zampa (1950) [Nino Rota]
- Cuori sul mare, Giorgio Bianchi (1950) [Enzo Masetti]
- Donne e briganti, Mario Soldati (1949) [Nino Rota]
- L'edera, Augusto Genina (1950) [Antonio Veretti]
- Il brigante Musolino, Mario Camerini (1950) [Enzo Masetti]
- Luci del varietà, Alberto Lattuada és Federico Fellini (1950) [Felice Lattuada]
- Il caimano del Piave, Giorgio Bianchi (1951) [Enzo Masetti]
- È l'amor che mi rovina, Mario Soldati (1951) [Mario Nascimbene]
- La città si difende, Pietro Germi (1951) [Carlo Rustichelli]
- Ombre sul Canal Grande, Glauco Pellegrini (1951) [Gino Gorini]
- Ultimo incontro, Gianni Franciolini (1951) [Enzo Masetti]
- Filumena Marturano, Eduardo De Filippo (1951) [Nino Rota]
- O.K. Nerone, Mario Soldati (1951) [Mario Nascimbene]
- Anna, Alberto Lattuada (1951) [Nino Rota]
- Le avventure di Mandrin, Mario Soldati (1952) [Mario Nascimbene]
- Lo sceicco bianco, Federico Fellini (1952) [Nino Rota]
- Il brigante, Tacca del Lupo di Pietro Germi (1952) [Carlo Rustichelli]
- Penne nere, Oreste Biancoli (1952) [Francesco Mander]
- La nemica, Giorgio Bianchi (1952) [Carlo Rustichelli]
- Ragazze da marito, Eduardo De Filippo (1952) [Nino Rota]
- I sette dell'Orsa maggiore, Duilio Coletti (1953) [Nino Rota]
- Fanciulle di lusso, Bernard Vorhaus (1953) [Nino Rota]
- Lasciateci in pace, Marino Girolami (1953) [Mario Nascimbene]
- Stazione Termini, Vittorio De Sica (1953) [Alessandro Cicognini]
- A bikaborjak, Federico Fellini (1953) [Nino Rota]
- La lupa, Alberto Lattuada]] (1953) [Felice Lattuada]
- Traviata '53, Vittorio Cottafavi (1953) [Giovanni Fusco] (anche esecuzione musicale [pianoforte?])
- Gli uomini, che mascalzoni!, Glauco Pellegrini (1953) [Nino Rota]
- Scampolo '53, Giorgio Bianchi (1953) [Nino Rota]
- Lo scocciatore (Via Padova 46), Giorgio Bianchi (1953) [Nino Rota]
- Canzone appassionata, Giorgio Simonelli (1953) [Nino Oliviero]
- L'amore in città, Lizzani, Antonioni, Risi, Fellini, Maselli, Lattuada (1953) [Mario Nascimbene]
- Ti ho sempre amato!, Mario Costa (1953) [Carlo Rustichelli]
- L'incantevole nemica, Claudio Gora (1953) [Raffaele Gervasio]
- Villa Borghese, Gianni Franciolini (1953) [Mario Nascimbene]
- La mano dello straniero, Mario Soldati (1954) [Nino Rota és Alessandro Cicognini]
- Pietà per chi cade, Mario Costa (1954) [Carlo Rustichelli]
- Cose da pazzi, Georg Wilhelm Pabst (1954) [Mario Nascimbene]
- Appassionatamente, Giacomo Gentilomo (1954) [Nino Rota]
- Országúton, Federico Fellini (1954) [Nino Rota]
- Mambo, Robert Rossen (1954) [Nino Rota és Angelo Francesco Lavagnino]
- Teodora imperatrice di Bisanzio, Riccardo Freda (1954) [Renzo Rossellini]
- Ulisse, Mario Camerini (1954) [Alessandro Cicognini]
- Prima di sera, Piero Tellini (1954) [Mario Nascimbene]
- La romana, Luigi Zampa (1954) [Enzo Masetti]
- Casa Ricordi, Carmine Gallone (1954) [Renzo Rossellini (coordinatore)]
- Il cardinale Lambertini, Giorgio Pàstina (1954) [Carlo Rustichelli]
- L'ombra, Giorgio Bianchi (1954) [Carlo Rustichelli]
- Attila, Pietro Francisci (1954) [Enzo Masetti]
- Le ragazze di San Frediano, Valerio Zurlini (1954) [Mario Zafred]
- Ballata tragica, Luigi Capuano (1954) [Mario Nascimbene]
- Sinfonia d'amore, Glauco Pellegrini (1954) [Carlo Rustichelli (adattamento)]
- Senso, Luchino Visconti (1954) [sinfonia n.7 di Anton Bruckner]
- Proibito, Mario Monicelli (1954) [Nino Rota (arrangiamento da Johannes Brahms)]
- Luna nuova, Luigi Capuano (1955) [Mario Nascimbene]
- Figaro, il barbiere di Siviglia, Camillo Mastrocinque (1955) [Gioacchino Rossini (solo la parte sinfonica)]
- Non c'è amore più grande, Giorgio Bianchi (1955) [Roman Vlad]
- La vena d'oro, Mauro Bolognini (1955) [Carlo Rustichelli]
- La bella di Roma, Luigi Comencini (1955) [Nino Rota]
- Il bidone, Federico Fellini (1955) [Nino Rota]
- Accadde al penitenziario, Giorgio Bianchi (1955) [Nino Rota]
- Racconti romani, Gianni Franciolini (1955) [Mario Nascimbene]
- Andrea Chénier, Clemente Fracassi (1955) [Umberto Giordano (adattamento: Giulio Cesare Sonzogno)]
- Háború és béke, King Vidor (1955) [Nino Rota]
- Prigionieri del male, Mario Costa (1955) [Carlo Rustichelli]
- Divisione Folgore, Duilio Coletti (1955) [Nino Rota]
- Il tetto, Vittorio De Sica (1956) [Alessandro Cicognini]
- Il prezzo della gloria, Antonio Musu (1956) [Carlo Rustichelli]
- Uomini e lupi, Giuseppe De Santis (1957) [Mario Nascimbene]
- I colpevoli, Turi Vasile (1957) [Carlo Innocenzi]
- Il momento più bello, Luciano Emmer (1957) [Nino Rota]
- Cabiria éjszakái, Federico Fellini (1957) [Nino Rota]
- Londra chiama Polo Nord, Duilio Coletti (1957) [Nino Rota]
- Amore e chiacchiere, Alessandro Blasetti (1957) [Mario Nascimbene]
- L'ultima violenza, Raffaello Matarazzo (1957) [Mario Nascimbene]
- Le notti bianche Luchino Visconti (1957) [Nino Rota]
- Italia piccola, Mario Soldati (1957) [Nino Rota]
- La diga sul Pacifico, René Clément (1957) [Nino Rota]
- Nata di marzo, Antonio Pietrangeli (1958) [Piero Piccioni]
- Fortunella, Eduardo De Filippo (1958) [Nino Rota]
- Un giorno in Europa Emilio Marsili (1958) [Teo Usuelli]
- Un ettaro di cielo, Aglauco Casadio (1958) [Nino Rota]
- La legge è legge, Christian-Jaque (1958) [Nino Rota]
- A vihar, Alberto Lattuada (1958) [Piero Piccioni]
- Nella città l'inferno, Renato Castellani (1959) [Roman Vlad]
- Il cavaliere del castello maledetto, Mario Costa (1959) [Michele Cozzoli]
- I ladri, Lucio Fulci (1959) [Carlo Innocenzi]
- A nagy háború, Mario Monicelli (1959) [Nino Rota]
- Estate violenta, Valerio Zurlini (1959) [Mario Nascimbene]
- Hannibál, Carlo Ludovico Bragaglia (és Edgar G. Ulmer) (1959) [Carlo Rustichelli]
- Cartagine in fiamme, Carmine Gallone (1960) [Mario Nascimbene]
- Az édes élet, Federico Fellini (1960) [Nino Rota]
- Jovanka e le altre, Martin Ritt (1960) [Angelo Francesco Lavagnino]
- Sotto dieci bandiere, Duilio Coletti (1960) [Nino Rota]
- Rocco és fivérei, Luchino Visconti (1960) [Nino Rota]
- Kapò, Gillo Pontecorvo (1960) [Carlo Rustichelli]
- Mindenki haza, Luigi Comencini (1960) [Angelo Francesco Lavagnino]
- Il gobbo, Carlo Lizzani (1960) [Piero Piccioni]
- Teseo contro il minotauro, Silvio Amadio (1960) [Carlo Rustichelli]
- I giganti della Tessaglia (Gli Argonauti), Riccardo Freda (1960) [Carlo Rustichelli]
- Costantino il grande, Lionello De Felice (1961) [Mario Nascimbene]
- Le baccanti, Giorgio Ferroni (1961) [Mario Nascimbene]
- Akiko, Luigi Filippo D'Amico (1961) [Teo Usuelli]
- Le sette sfide, Primo Zeglio (1961) [Carlo Innocenzi]
- Antinea, l'amante della città sepolta, Edgar G. Ulmer (és Giuseppe Masini) (1961) [Carlo Rustichelli]
- La viaccia, Mauro Bolognini (1961) [Piero Piccioni] (szóló Rapsodia saxofonra és zenekarra, Claude Debussy)
- Giuseppe venduto dai fratelli, Irving Rapper és Luciano Ricci (1961) [Mario Nascimbene]
- Il brigante, Renato Castellani (1961) [Nino Rota]
- I mongoli, Tóth Endre és Leopoldo Savona (és Riccardo Freda) (1961) [Mario Nascimbene]
- Il giudizio universale, Vittorio De Sica (1961) [Alessandro Cicognini]
- Banditi a Orgosolo, Vittorio De Seta (1961) [Valentino Bucchi]
- Giorno per giorno, disperatamente, Alfredo Giannetti (1961) [Carlo Rustichelli]
- Barabba, Richard Fleischer (1961) [Mario Nascimbene]
- La steppa, Alberto Lattuada (1962) [Guido Turchi]
- Boccaccio '70 (Il lavoro epizód), Luchino Visconti (1962) [Nino Rota]
- Arrivano i titani, Duccio Tessari (1962) [Carlo Rustichelli]
- L'eclisse (Napfogyatkozás), Michelangelo Antonioni (1962) [Giovanni Fusco]
- La monaca di Monza, Carmine Gallone (1962) [Giovanni Fusco]
- Il tiranno di Siracusa, Curtis Bernhardt (1962) [Angelo Francesco Lavagnino]
- Altona foglyai, Vittorio De Sica (1962) [sinfonia n.11 op. 103, Dmitrij Sosztakovics]
- Agostino, Mauro Bolognini (1962) [Carlo Rustichelli]
- A bajba került házitanító, Vasco Ugo Finni (1963) [Gaetano Donizetti (röv. Guido Turchi)]
- A párduc, Luchino Visconti (1963) [Nino Rota]
- Finché dura la tempesta, Bruno Vailati (1963) [Carlo Rustichelli]
- Il maestro di Vigevano, Elio Petri (1963) [Nino Rota]
- La ragazza di Bube, Luigi Comencini (1963) [Carlo Rustichelli]
- I promessi sposi, Mario Maffei (1964) [Carlo Rustichelli]
- L'intrigo, Vittorio Sala (1964) [Angelo Francesco Lavagnino]
- Prima della rivoluzione, Bernardo Bertolucci (1964) [Gino Paoli, Ennio Morricone]
- Sette contro la morte, Paolo Bianchini (és Edgar G. Ulmer) (1964) [Carlo Rustichelli]
- Italiani, brava gente, Giuseppe De Santis (1964) [Armando Trovajoli]
- Buffalo Bill, l'eroe del Far West, Mario Costa (1964) [Carlo Rustichelli]
- Il figlio di Cleopatra, Ferdinando Baldi (1964) [Carlo Rustichelli]
- La Bibbia, John Huston (1966) [Toshiro Mayuzumi]
- Sette pistole per un massacro, Mario Caiano (1967) [Francesco De Masi]
- Vietnam guerra senza fronte, Alessandro Perrone (1967) [Carlo Savina]

## Kompozíciói
- Burleszk hegedűre és zongorára
- Szonáta csellóra és zongorára
- Burleszk szimfonikus zenekarra
- Előjáték szimfonikus zenekarra
- Scherzo briliante szimfonikus zenekarra
- Tragikus fantázia szimfonikus zenekarra
- Viharos éjszaka szimfonikus zenekarra

## Fordítás
- Ez a szócikk részben vagy egészben  a   Franco Ferrara című olasz Wikipédia-szócikk ezen változatának fordításán alapul.  Az eredeti cikk szerkesztőit annak laptörténete sorolja fel. Ez a jelzés csupán a megfogalmazás eredetét és a szerzői jogokat jelzi, nem szolgál a cikkben szereplő információk forrásmegjelöléseként.

## Bibliográfia
- Silvia Tosi, Franco Ferrara. Egy élet a zenében - Sorozat: A történelem útjai - 67 - p. 232, The Letters – Firenze (2005)
- Roberto Liso, Franco Ferrara. Genio, dolore, ricerca. CD-melléklet, p.,592, Rugginenti Editore – Milánó (2014)
- Alberto Fassone, Ferrara, Franco. In: Julian Caskell, Hartmut Hein (Hrsg.): Handbuch Dirigenten. 250 Porträts, Bärenreiter, Kassel, 2015, ISBN 978-3-7618-2174-9, 148–149.
- Roberto Chiti és Roberto Poppi, Az olasz mozi szótára. A filmek 1945-1959, 2. kötet, Dizionari Gremese - Roma (1991)
- Roberto Poppi és Mario Pecorari, Az olasz film szótára. Filmek, 1960-1969, 3. kötet, Dizionari Gremese - Roma (1992)